# Ulrich Sigwart
Ulrich Sigwart (ur. 9 marca 1941 w Wuppertal, Niemcy) – niemiecki kardiolog, który poświęcił się kardiologii inwazyjnej znany z pionierskiej roli w kilku dziedzinach. Wynalazł nowatorską, niechirurgiczną technikę znaną jako farmakologiczną ablację przegrody, która zmniejsza nieprawidłowe powiększenie przegrody i ograniczyła leczenie do przezskórnego leczenia pacjentów cierpiących na kardiomiopatię przerostową z obturacją (utrudnienie przepływu). Odegrał także doniosłą rolę w konstruowaniu i implantacji stentów wieńcowych. Przypisuje mu się koncepcję i stworzenie stentu wewnątrznaczyniowego, procedury, która zrewolucjonizowała rewaskularyzację tętnic wieńcowych i obwodowych, a także umożliwiła przezskórne poszerzenie zwężeń tętnic szyjnych i innych technik wymagających stentowania.

## Życiorys
Urodził się jako piąte dziecko w rodzinie inteligenckiej. Po śmierci ojca jako jednoroczne dziecko mieszkał z matką i rodzeństwem w Schwarzwaldzie, a później rodzina przeniosła się na północ Niemiec. Wykształcenie medyczne otrzymał we Fryburgu Bryzgowijskim w Niemczech oraz w Bazylei w Szwajcarii. Pracował w różnych szpitalach w Stanach Zjednoczonych, Wielkiej Brytanii i Szwajcarii. W latach 1979–1989 był dyrektorem kardiologii w szpitalu CHUV w Lozannie w Szwajcarii. W szpitalu uniwersyteckim w Lozannie podczas swojej 10-letniej kadencji (1979 – 1989) odegrał kluczową rolę w koncepcji i ostatecznym zastosowaniu stentów wieńcowych. Zamierzał jako pierwszy implantować stent wieńcowy, jednak przeszkody regulacyjne spowolniły proces zatwierdzania w Szwajcarii i pierwszą implantację stentu wieńcowego wykonał Jacques Puel w marcu 1986. Trzy miesiące później Ulrich Sigwart wszczepił pierwszy stent na świecie w ostrym zawale serca, dzięki czemu pacjent uniknął operacji pomostowania w trybie nagłym. Był również zaangażowany w projektowanie i ewolucję stentu ACS Multilink oraz w początkowe próby. Jego opis sekwencji zdarzeń w niedokrwieniu mięśnia sercowego stworzył jedną z najczęściej cytowanych ilustracji.
Sigwart jako pierwszy doniósł o możliwości klinicznego zastosowanie stentów w celu zapobiegania nagłemu zamknięciu światła poszerzanego naczynia i restenozie po angioplastyce.
Od 1989 przez 12 lat był dyrektorem Oddziału Kardiologii Inwazyjnej w Royal Brompton Hospital w Londynie, gdzie wynalazł nowatorską, niechirurgiczną technikę zmniejszania przerostu przegrody międzykomorowej u chorych z kardiomiopatią przerostową polegającą na podawaniu przez cewnik absolutnego alkoholu do pierwszej tętnicy międzykomorowej. W wyniku niepełnościennego zawału mięśnia przegrody w obszarze ukrwionym przez tę tętncę usuwało objawy zwężenia drogi odpływu.
W 2002 został profesorem i ordynatorem Kardiologii na Uniwersytecie Genewskim, gdzie w 2006 zakończył karierę i przeszedł na emeryturę.
Wielu lekarzy może pochwalić się setkami publikacji i prac, które są godne pochwały, ale niewielu może pochwalić się jedną, a tym bardziej dwoma publikacjami, które zmieniły oblicze kardiologii: pierwsza dotyczyła stentowania, a druga przezskórnej redukcji przegrody w przerostowej kardiomiopatii obturacyjnej.

## Odznaczenia
- European Society of Cardiology Medal 1996
- ESC Grüntzig Award 1996
- Doktor honoris causa Uniwersytetu w Lozannie 1999
- Forssmann Preis 2001
- Sven-Effert-Preis 2003
- King Faisal International Prize for Medicine 2004
- Swiss Cardiac Society Grüntzig Award 2006
- Polzer Preis der European Academy of Sciences and Arts 2007
- American College of Cardiology Maseri-Florio International Award 2007
- American College of Cardiology Paul Dudley White Award 2012
- American College of Cardiology Distinguished Scientist Award 2013